# Morten Ramsland
Morten Ramsland (Odense, 1971) è uno scrittore danese.
Si è laureato in Letteratura danese e Storia dell'arte. Con Testa di cane, pubblicato nel 2005 e in Italia da Feltrinelli nel 2006, ha venduto 150 000 copie nella sola Danimarca e si è aggiudicato il prestigioso "Alloro d'oro", premio conferito dai librai danesi al miglior romanzo dell'anno. In Italia ha vinto il Premio Berto 2007.